# Steinar Tenden
Steinar Sande Tenden (Stryn, 5 aprile 1978) è un ex calciatore norvegese, di ruolo attaccante.

## Carriera

### Club
Tenden iniziò la carriera nel Loen, prima di trasferirsi allo Stryn. Nel 2003 diventò uno dei calciatori norvegesi ad aver militato nella massima divisione islandese, con la maglia del KA Akureyri. Nell'ultima gara stagionale, segnò la rete che consentì la salvezza alla sua squadra.
Dopo aver impressionato Mons Ivar Mjelde in un'amichevole tra Brann (di cui Mjelde era allenatore) e Stryn, firmò un contratto di breve durata per il Brann. Debuttò in squadra il 15 agosto 2004, sostituendo Raymond Kvisvik nei quarti di finale dell'edizione stagionale della Coppa di Norvegia, vinti per 3-2 sul Bryne. Il 19 settembre dello stesso anno, esordì nella Tippeligaen: subentrò a Robbie Winters nel pareggio per 1-1 contro il Bodø/Glimt. Nonostante un infortunio alla caviglia che non gli permise di giocare ulteriori partite per la squadra, il Brann vinse la Coppa di Norvegia e lui poté comunque fregiarsi di questo titolo nel palmarès.
Proprio a causa di questi problemi fisici, il Brann non gli rinnovò il contratto. Si trasferì così al Sogndal, assieme al compagno di squadra Kvisvik. Questo cancellò i suoi piani, che prevedevano un ritorno al Loen. Debuttò per la nuova squadra il 5 maggio 2005, subentrando ad Håvard Flo nel 3-0 inflitto al Pors Grenland. Il 3 luglio segnò la prima rete, nel pareggio per 2-2 contro lo Hødd.
Passò poi al Førde e poi al Saga, dove chiuse la carriera.